# Gpl-violations.org
gpl-violations.org es un proyecto sin fines de lucro fundado y liderado por Harald Welte en 2004. Su objetivo es asegurarse que el software licenciado bajo la Licencia pública general (GPL) de GNU  no sea utilizado de una manera prohibida por esta licencia.

## Objetivos
Los objetivos del proyecto son, de acuerdo a su sitio web:
- Aumentar la conciencia pública sobre el uso indebido de software libre, y así presionar a los infractores.
- Dotar a los usuario que detectan o suponen que un software bajo la licencia GPL está siendo mal empleado, una manera de reportarlo a los propietarios de los derechos de autor.
- Asistir a los propietarios de los derechos de autor en cualquier acción en contra de organizaciones que infrinjan la licencia GPL.
- Distribuir información sobre cómo las entidades comerciales que usen software licenciado bajo GPL en sus productos pueden cumplir con dicha licencia.

## Historia
El proyecto gpl-violations.org fue fundado en 2004 por Harald Welte. 
El proyecto es acreditado como el primero en demostrar en una corte legal que la licencia GNU/GPL es válida. El fundador de este proyecto recibió en 2007 el Premio para el avance del software libre de la fundación para el software libre, parcialmente debido a su trabajo en gpl-violations.org.